# نینا رانگلووا
نینا رانگلووا (به انگلیسی: Nina Rangelova) (زادهٔ ۲۲ اکتبر ۱۹۹۰) شناگر اهل بلغارستان است.